# برايان مارتن (متسابق على الجليد بمزلاجة)
برايان مارتن (بالإنجليزية: Brian Martin)‏ هو متسابق على الجليد بمزلاجة أمريكي، ولد في 19 يناير 1974 في بالو ألتو في الولايات المتحدة.

## وصلات خارجية
- برايان مارتن على موقع FIL (الإنجليزية)
- برايان مارتن على موقع اللجنة الأولمبية الدولية (الإنجليزية)
- برايان مارتن على موقع أوليمبيديا (الإنجليزية)